# Валтер Крупински
Валтер Крупински (11 ноември 1920 – 7 октомври 2000) е германски въздушен ас от Луфтвафе по време на Втората световна война и старши офицер от ВВС на ФРГ. Той е един от пилотите с най-много въздушни победи в историята – 197 официално признати бала от победи при 1100 излитания. Като член на известния с въздушните си асове 44-ти изтребителен отряд (на немски: JV 44), ръководен от Адолф Галанд, Крупински е един от първите летци, които извършват бойни полети с реактивния изтребител Ме 262.

## Биография
Валтер Крупински е роден на 11 ноември 1920 г., в градчето Домнау в Източна Прусия (днес Домново в Калининградска област на Руската федерация) и израства в Браунсберг (днес Бранево в Полша). Валтер има двама по-малки братя – Паул и Гюнтер. Паул се записва в Кригсмарине и служи като подводничар – убит е по време на сражение на 11 ноември 1944 г., на борда на подводница Ю-771, която е потопена край норвежкия бряг от британската подводница „Венчърър“.

### Втора световна война
През септември 1939 г. Крупински се записва в Луфтвафе като младши лейтенант. От ноември 1939 до октомври 1940 г. той преминава основното въздушно обучение и след като е разпределен като пилот на изтребител – и школата за летци-изтребители. След края на подготовката си, през ноември 1940 г. Крупински е изпратен в новата си част – 52-ра изтребителна ескадра, където е зачислен в 6-а ескадрила. Извършва бойни мисии над Англия, но не постига нито един успех.
Печели първата си въздушна победа в ранните дни на кампанията в Русия. До декември 1941 г. на неговата сметка има седем потвърдени победи. През август 1942 г. числото достига 50 и пилотът е награден с Германски кръст (златен). След още шест победи Крупински е награден и с Рицарски кръст. През март 1943 г. е повишен в командир на ескадрила (на немски: Staffelkapitän) и му е дадено командването на 7-а ескадрила. По това време Ерих Хартман, който по-късно ще стане пилотът с най-много победи през войната, служи като воден в двойка с Крупински. Именно от него Хартман възприема метода за атака от близка дистанция.
За 174-та си въздушна победа Крупински е награден с дъбови листа към Рицарския кръст. След постигането на 177 победи е преместен от Източния фронт в Германия, където е зачислен в 1-ва ескадрила от 5-а изтребителна ескадра. Повишен в чин хауптман (капитан) през май 1944 г., Крупински е назначен за командир на II звено от 11-а изтребителна ескадра. След нахлуването на Съюзниците във Франция през юни 1944 г., звеното е изпратено бързо в Нормандия за извършване на поддържащи армията операции. Крупински сваля 10 съюзнически самолета, преди да бъде свален на свой ред и ранен във въздушен бой на 12 август.
През септември, пилотът е преместен като командир на III звено от 26-а изтребителна ескадра. През март 1945 г., Крупински е прехвърлен в сформирания от въздушни асове 44-ти изтребителен отряд, който има на въоръжение реактивни изтребители Ме 262.
В 1500ч. на 24 април 1945 г., Крупински е един от четиримата пилоти, които излитат от мюнхенското летище Рийм, за да прихванат формация от американски самолети Б-26 „Мародер“. Гюнтер Лютцов, който не се завръща от тази мисия, води четворката. Съдбата му и до днес остава неизвестна. Един от другите двама пилоти е лейтенант Клаус Нойман.
След 197 бала от въздушни победи (177 на Източния фронт и 20 срещу западните Съюзници, в около 1100 мисии), на 5 май 1945 г. Крупински попада в американски плен. По време на войната Крупински скача с парашут четири пъти и пет пъти е раняван.

### Награди
- Значка за раняване
- Бокал на честта на Луфтвафе (май 1942 г.)
- Германски кръст (златен) (27 август 1942 г.)
- Железен кръст 2-ра и 1-ва степен
- Рицарски кръст с дъбови листа
  - Рицарски кръст (29 октомври 1942 г.)
  - Дъбови листа (под №415) (2 март 1944 г.)
- Федерален кръст за заслуги[2]

### След края на войната
Освободен от плен през септември 1952 г., на следващия месец Крупински заема длъжност във временното германско министерство на отбраната. Повишен в чин майор през 1957 г., той води в Англия първата следвоенна германска формация реактивни изтребители. През 1966 г. Крупински поема командването на подготвителния отряд на Луфтвафе (на немски: Luftwaffen-Ausbildungs-Kommando) в Тексас с чин на бригаден генерал. През юли 1969 г. Валтер Крупински става командир на 3-та въздушна дивизия на Луфтвафе. През 1971 г. е назначен за началник-щаб на 2-ро тактическо въздушно съединение на НАТО. През октомври 1974 г. бригадният генерал е повишен в главнокомандващ на въздушния флот. На 8 ноември 1976 г. е принуден да се оттегли по-рано в пенсия заради скандала „Рудел“, запазвайки званието си генерал-лейтенант. През 2000 г. Валтер Крупински умира в Нойкирхен-Зеелшайд.